# Darcythompsonia scotti
Darcythompsonia scotti är en kräftdjursart som beskrevs av Gurney 1920. Darcythompsonia scotti ingår i släktet Darcythompsonia och familjen Darcythompsoniidae. Inga underarter finns listade i Catalogue of Life.